# Astragalus seidabadensis
Astragalus seidabadensis är en ärtväxtart som beskrevs av Aleksandr Andrejevitj Bunge. Astragalus seidabadensis ingår i släktet vedlar, och familjen ärtväxter. Inga underarter finns listade i Catalogue of Life.